# XV легион Първородна
XV легион Фортуна Първородна (на латински: Legio XV Primigenia; Legio quinta decima Primigenia) е римски легион, съставен 39 г. и съществува до 70 г.
XV легион Фортуна Първородна е съставен през 39 г. от император Калигула за неговите походи в Британия. Стациониран е през цялото време в Германия, първо почти четири години в Могонтиакум (Майнц), след това малко в Бона (Бон) и от 43 до 69 г. във Ветера (при Ксантен).
По време на батавското въстание част от XV легион Фортуна и други легиони (V легион „Чучулигите“ и вероятно XVI Галски легион) през 69 г. са обкръжени в лагера Ветера от въстаналия Гай Юлий Цивилис и капитулират през март 70 г. Войниците са освободени, но след пет мили южно от Ветера са нападнати в гръб и избити от германите.
Оттогава легионът не се води в легионските списъци.